# Álvaro Medrán
Álvaro Medrán Just (Dos Torres, Córdoba, 15 de marzo de 1994) es un futbolista español que juega como centrocampista en el Al-Ettifaq Club de la Liga Profesional Saudí.

## Trayectoria

### Categorías inferiores
Inició sus andaduras deportivas en el Don Bosco Club de Fútbol en 2004. En su primera temporada, ya logró despertar el interés del Córdoba Club de Fútbol, y se unió a su disciplina en 2005. Permaneció en la misma hasta 2008 y otro equipo de Córdoba llamó a su puerta, el Séneca Club de Fútbol, un club menor, y siguió con su formación hasta 2011, cuando se desplazó a Madrid para incorporarse a la cantera del Real Madrid en la categoría Juvenil B. No se movió del club donde poco a poco ha ido ganándose un sitio y progresando notablemente. En su último año con el Juvenil A y compaginando con el Real Madrid C en la temporada 2012-2013 demostró un nivel extraordinario. Tanto que José Mourinho, entrenador del Real Madrid Club de Fútbol esa temporada quiso tentar al jugador blanco de acompañarle al Chelsea Football Club. La respuesta del Real Madrid fue inmediata y se renovó a Álvaro hasta 2017. En el plano deportivo, se proclamó campeón de la |División de Honor Juvenil - Grupo 5 con el Real Madrid C. F. Juvenil "A" y cumplió el sueño de muchos juveniles, se alzó con la Copa del Rey Juvenil de Fútbol 2013, trofeo que el Real Madrid C. F. Juvenil "A" llevaba 20 años sin conseguir aunque él no disputó la final del trofeo debido a unas molestias sufridas en el menisco. Varios de sus compañeros ascendieron junto a él al Real Madrid C.

#### Real Madrid C
Mientras aún pertenecía al Real Madrid C. F. Juvenil "A" decidió José Manuel Díaz Fernández contar con el juvenil. El 9 de diciembre de 2012, debutó en la victoria blanca frente a la Unión Deportiva Salamanca y colaborando en la remontada blanca. El Real Madrid C a pesar de ser el equipo visitante se impuso por 2 goles a 3 logrando los 3 puntos. Debutó en la Segunda División B donde se le vio muy cómodo. Parecía que estaba naciendo una estrella. Esa misma temporada tuvo la fortuna de jugar 18 partidos en el equipo dejando 3 goles en su casillero particular. Su buen hacer se notó en el equipo que luchó por el playoff casi hasta el final de temporada a pesar de haber ocupado la tercera división de España hacía solo una temporada. Su pareja ideal en la medular fue Omar Mascarell. Se decidió no darle un salto demasiado prematuro al Real Madrid Castilla Club de Fútbol que le relegara al banquillo. Por ello ha sido mantenido una temporada más en el segundo filial. Acompañado de Gonzalo Melero ha llevado la manija del centro del campo blanco dejando destellos de calidad y goles para el recuerdo. La destitución de Alberto Toril a los mandos del Real Madrid Castilla Club de Fútbol hizo que su entrenador, José Manuel Díaz Fernández abandonara el segundo filial y los sustituyera. No obstante, el cambio de José Aurelio Gay ha sido imperceptible y Álvaro ha seguido teniendo minutos. Con 10 goles en la presente campaña, su buen hacer no pasó desapercibido ni para José Manuel Díaz Fernández ni para Carlo Ancelotti quienes han premiado a la perla blanca.

#### Real Madrid Castilla
El 23 de febrero de 2014 cumplió otro sueño. El debut en la segunda división de España. Su buen hacer con el Real Madrid Club de Fútbol "C" hizo que José Manuel Díaz Fernández repitiera la misma jugada que en la campaña pasada: empezar a contar con un chico que pisa fuerte en una categoría inferior. Su debut fue contra el Real Zaragoza en un partido loco en el que se impuso el Real Madrid Castilla Club de Fútbol y pudo disfrutar de 17 minutos. La situación fue muy parecida frente al Club Deportivo Lugo donde jugó 16 minutos. Pero dicen a la tercera fue la vencida, y Álvaro disputó su primer partido en la segunda división de España como titular. Y cumplió con nota, aunque el Real Madrid Castilla Club de Fútbol no consiguió pasar del empate a 0 frente a la Sociedad Deportiva Ponferradina en Ponferrada. Jugó dos partidos más en la categoría de plata del fútbol español. Y en los 5 partidos que disputó, el equipo se mantuvo invicto. Al terminar la temporada con el Real Madrid Club de Fútbol "C", se decidió contar con él para los partidos que quedaban. Y su respuesta a la llamada de José Manuel Díaz Fernández fue sensacional, de hecho, en la penúltima jornada, marcó dos goles frente al Centre d'Esports Sabadell Futbol Club que además de suponer la victoria, dieron una oportunidad de oro al Real Madrid Castilla Club de Fútbol que pasó a afrontar la última jornada dependiendo de sí mismo. La temporada terminó con 9 partidos a sus espaldas en la categoría de plata.

### Real Madrid C. F.
Carlo Ancelotti quiso premiar también al jugador blanco, quien el 4 de abril de 2014 entró en la lista de 20 convocados frente a la Real Sociedad junto a otro jugador del Real Madrid Castilla Club de Fútbol, Willian José. No pudo disputar ningún minuto pero acompañó al primer equipo en uno de sus viajes. Un sueño para muchos canteranos. El 21 de julio de 2014 fue convocado por el primer equipo a manos de Carlo Ancelotti para disputar la International Champions Cup 2014 en la gira americana de pretemporada. Y el 27 de julio jugó su primer partido con el primer equipo frente al Inter de Milán realizando el ansiado debut. Fue alineado como titular. Jugaría dos amistosos más de pretemporada, aunque como suplente. El primero frente a la Associazione Sportiva Roma y el segundo frente a la ACF Fiorentina disputándose el trofeo de pretemporada Super Mecz edición 2014. El 18 de octubre de 2014 realiza su debut oficial con el primer equipo frente al Levante Unión Deportiva tras sustituir a Luka Modrić en el segundo tiempo del partido. La semana siguiente, el 29 de octubre jugó también varios minutos frente a la Unió Esportiva Cornellà. Además fue convocado por Carlo Ancelotti en varias ocasiones para viajar con el primer equipo, dos de ellas frente al Liverpool Football Club. Cumplió el sueño de disputar un encuentro en el Estadio Santiago Bernabéu el 8 de noviembre. Lo hizo frente al Rayo Vallecano y estuvo muy cerca de marcar gol tras una buena asistencia de Cristiano Ronaldo. El 9 de diciembre de 2014 marcó al PFC Ludogorets Razgrad su primer gol con el primer equipo del Real Madrid tras patear a puerta y con desvío para su fortuna el balón hizo un extraño elevándose y colgando al arquero. El gol llegó justamente en el minuto 87 del partido disputado en el Santiago Bernabéu correspondiente a la última jornada de la Liga de Campeones de la UEFA; Medrán ingresó en el minuto 82 sustituyendo a Bale que salió por un golpe en la nariz. El resultado final del partido fue 4-0.

#### Getafe C. F.
El 9 de julio de 2015 se confirmó la cesión por un año por parte del Real Madrid al Getafe Club de Fútbol de Medrán, para coger experiencia en la máxima categoría y ganar minutos. El debut con su nuevo club se produjo en la 1.ª jornada de la liga 2015-16 ante el R. C. D. Espanyol en el Power8 Stadium. Entró en el minuto 67 en sustitución de Juan Rodríguez. Durante la jornada 7 ante el R. C. Celta de Vigo, justo cuando estaba siendo titular indiscutible los partidos anteriores, sufrió una grave lesión en el peroné de su pierna derecha que le hizo pasar por quirófano y no poder reaparecer hasta la jornada 23.ª. Poco a poco volvió a entrar en la dinámica del equipo y volvió a la titularidad desde la jornada 27.ª hasta la última, con la única excepción del partido contra el Real Madrid al cual no se podía enfrentar por contrato. Marcó dos goles en los 20 partidos totales que disputó, el primero de ellos en la jornada 35.ª frente al Valencia C. F. y el segundo en la 38.ª jornada contra el Betis sin poder evitar el descenso de categoría del Getafe.

### Valencia C. F.
El 11 de julio de 2016 se hizo oficial su fichaje por el Valencia Club de Fútbol hasta 2020 por una cifra cercana a 1,5 millones de euros. El director deportivo Jesús García Pitarch lo contrató para el equipo "low cost" dirigido por Pako Ayestaran. Debutó en la 1.ª jornada de la temporada 2016-17 en Mestalla frente a la U. D. Las Palmas, acompañando a Dani Parejo en el centro del campo, y llegó a marcar un gol en la 4.ª jornada frente al Athletic en San Mamés a pase de Nani. Participó en las cinco primeras jornadas, pero luego con Voro y Cesare Prandelli pasó a tener una participación mucho más baja. Volvió a marcar dos goles más (uno en Copa y otro en Liga) pero en total participó en 16 partidos de Liga y 4 de Copa. 
Empezó la temporada 2017-18 siendo titular en la 1.ª jornada con el nuevo Valencia de Marcelino García Toral, pero antes del cierre del mercado de fichajes se hizo oficial su cesión al Deportivo Alavés.

#### Cesiones
En su cesión al Deportivo Alavés empezó teniendo mucho protagonismo para Luis Zubeldía y luego también para De Biasi, llegando a marcar un gol el 30 de septiembre de 2017 en la victoria 0-2 frente al Levante U. D., pero los malos resultados propiciaron la llegada del técnico Abelardo, que dejó de contar con el jugador. En total disputó 18 partidos de Liga (con 2 goles marcados) y 4 de Copa. 
Al no contar de nuevo para Marcelino García Toral en el Valencia, el 13 de agosto de 2018 volvió a salir cedido, esta vez al recién ascendido Rayo Vallecano de Míchel Sánchez. Esta temporada 2018-19 tuvo una participación irregular, fruto también de una lesión. El equipo no obtuvo buenos resultados y terminó descendiendo como colista. Participó en 21 partidos de Liga (con 3 goles) y 1 de Copa. 

### Extranjero
A principios de septiembre de 2019 se desvinculó finalmente del Valencia C. F. y quedó libre, y el 10 de octubre el Chicago Fire oficializó su llegada por dos temporadas a partir del año 2020. Debutó el 1 de marzo de 2020 a las órdenes de Raphaël Wicky, pero poco después se suspendió la Major League Soccer debido a la pandemia de COVID-19. Al retomarse la competición siguió siendo titular indiscutible, llegando a marcar su primer gol el 26 de agosto en el Soldier Field frente al FC Cincinnati. Terminó la temporada con 22 partidos disputados, todos como titular, 2 goles y 3 asistencias.
El 28 de diciembre de 2021 se marchó a Arabia Saudita para jugar en el Al-Taawoun Football Club. Allí estuvo hasta enero de 2024, momento en el que fichó por el Al-Ettifaq Club.

## Clubes
- Actualizado el 26 de mayo de 2025.[11]

| Club                       | País           | Año           | Partidos | Goles |
| -------------------------- | -------------- | ------------- | -------- | ----- |
| Real Madrid C. F. "C"      | España         | 2012-2014     | 47       | 13    |
| Real Madrid Castilla C. F. | España         | 2013-2015     | 34       | 8     |
| Real Madrid C. F.          | España         | 2012-2016     | 5        | 1     |
| Getafe C. F. (cedido)      | España         | 2015-2016     | 20       | 2     |
| Valencia C. F.             | España         | 2016-2019     | 21       | 3     |
| Deportivo Alavés (cedido)  | España         | 2017-2018     | 21       | 2     |
| Rayo Vallecano (cedido)    | España         | 2018-2019     | 22       | 3     |
| Chicago Fire               | Estados Unidos | 2020-2021     | 55       | 5     |
| Al-Taawoun F. C.           | Arabia Saudita | 2022-2024     | 66       | 9     |
| Al-Ettifaq Club            | Arabia Saudita | 2024-presente | 47       | 3     |

## Palmarés

### Títulos nacionales
| Título                         | Club              | País   | Año     |
| ------------------------------ | ----------------- | ------ | ------- |
| División de Honor Juvenil      | Real Madrid C. F. | España | 2012-13 |
| Copa del Rey Juvenil de Fútbol | Real Madrid C. F. | España | 2012-13 |

### Títulos internacionales
| Título            | Club              | País      | Año  |
| ----------------- | ----------------- | --------- | ---- |
| Mundial de Clubes | Real Madrid C. F. | Marruecos | 2014 |

### Distinciones individuales
| Distinción                                                                                     | Año  |
| ---------------------------------------------------------------------------------------------- | ---- |
| Candidato a Mejor Mediocentro Izquierdo por los premios Fútbol Draft (lista de 132)            | 2013 |
| Candidato a Mejor Mediocentro Izquierdo por los premios Fútbol Draft (lista de 55)             | 2014 |
| Candidato a Mejor Mediocentro Izquierdo por los premios Fútbol Draft (lista de 132) [en curso] | 2015 |